# Varivodei mészárlás
A varivodei mészárlás (szerbhorvátul: Masakr u Varivodama) egy tömeggyilkosság volt, amely 1995. szeptember 28-án történt a horvátországi Varivode faluban a horvátországi háború idején. Az ENSZ tisztviselői szerint a Horvát Hadsereg (HV) és a horvát rendőrség katonái kilenc, 60 és 85 év közötti szerb falusi lakost öltek meg. A háború után hat egykori horvát katonát a faluban elkövetett háborús bűnük miatt bíróság elé állítottak, de végül bizonyítékok hiányában mindannyiukat szabadon engedték. 2012-ben a Horvát Legfelsőbb Bíróság úgy ítélte meg, hogy a gyilkosságokért a Horvát Köztársaság a felelős, és a mészárlást „terrorcselekménynek” minősítette, majd a következő évben a Knini Városi Bíróság úgy ítélte meg, hogy Horvátország kormányának kártérítést kell nyújtania a meggyilkolt házaspár gyermekeinek.

## Előzmények
A horvát szocialisták kormányának 1990-es választási vereségét követően az etnikai feszültségek Horvátországban tovább fokozódtak. A Jugoszláv Néphadsereg (Jugoslovenska Narodna Armija – JNA) az ellenállás minimalizálása érdekében lefoglalta Horvátország területvédelmi (Teritorijalna obrana) fegyvereit. Augusztus 17-én a feszültség a horvát szerbek nyílt lázadásába fajult, amelynek központjában Dalmácia hátországának Knin körüli, túlnyomórészt szerbek lakta területei,  a Lika, a Kordun, Banovina és Kelet-Horvátország részei voltak. Ezt követte a szerb vezetés két sikertelen kísérlete, amelyet Montenegró, valamint a Vajdaság és Koszovó tartományai támogattak, hogy 1991 januárjában megszerezzék a jugoszláv elnökség jóváhagyását a horvát biztonsági erők lefegyverzésére irányuló JNA-művelethez. A szerb felkelők és a horvát különleges rendőrség között márciusban vívott vértelen összecsapás után maga a JNA (Szerbia és szövetségesei támogatásával) kérte a szövetségi elnökséget, hogy hirdessen ki rendkívüli állapotot, és adjon a JNA-nak felhatalmazást a fegyveres erő alkalmazására. A kérelmet március 15-én elutasították, és a JNA Slobodan Milošević szerb elnök irányítása alá került. Milošević azonban Jugoszlávia egybentartása helyett inkább egy Szerbia területi bővítésére irányuló akciót preferált, és nyilvánosan azzal fenyegetőzött, hogy a JNA-t szerb hadsereggel váltja fel, egyúttal kijelentette, hogy többé nem ismeri el a szövetségi elnökség tekintélyét. A hónap végére a konfliktus Horvátország függetlenségi háborújává fajult. A JNA továbblépett, és egyre inkább támogatta a horvátországi szerb felkelőket, és megakadályozta a horvát rendőrség beavatkozását. Április elején a horvátországi szerb lázadás vezetői kinyilvánították szándékukat, hogy az ellenőrzésük alatt álló területet integrálják Szerbiával. A horvát kormány ezt a nyilatkozatot nyílt elszakadási kísérletnek tekintette.
Májusban a horvát kormány válaszul megalakította a Horvát Nemzeti Gárdát (Zbor narodne garde – ZNG), ám a haderő fejlesztését hátráltatta az ENSZ szeptemberben bevezetett fegyverembargója. Június 25-én Horvátország kikiáltotta függetlenségét Jugoszláviától, három hónapos moratórium után, október 8-án hivatalosan is megszakítva a kapcsolatokat majd egy hónappal később a ZNG-t átnevezték Horvát Hadseregnek (Hrvatska vojska – HV). 1991 végén zajlottak a horvát függetlenségi harc leghevesebb harcai, amelyek Dubrovnik ostromávalés a vukovári csatával tetőztek.Ezután az RSK-ban 170 000 - 250 000 horvát és nem szerb ember kiűzésével, és horvátok százait meggyilkolásával etnikai tisztogatási akció kezdődött.1992 januárjában Horvátország, a JNA és az ENSZ a Cyrus Vance ENSZ-különmegbízott által megtárgyalt béketerv végrehajtásáról megállapodást írt alá. Ennek eredményeként a tűzszünet fenntartására bevetésre kerültek az Egyesült Nemzetek Védelmi Erői (UNPROFOR),  a JNA pedig a tervek szerint Bosznia-Hercegovinába vonult volna vissza. Annak ellenére, hogy a békemegállapodás megkövetelte a JNA személyi állományának és felszerelésének azonnali kivonását Horvátországból, a JNA még hét-nyolc hónapig horvát területen maradt. Amikor csapatai végül visszavonultak, a JNA a Szerb Krajinai Köztársaság Hadseregére (ARSK) hagyta felszerelését, amelyet Szerbia továbbra is támogatott. Patthelyzet alakult ki, amely még három és fél évig tartott. 1995 augusztusában a horvátok elindították a Vihar hadműveletet, amely visszafoglalta a legtöbb szerb ellenőrzés alatt álló horvátországi területet, és 200 000 horvátországi szerb menekültet generált, akik részben félelemből, részben az RSK által megszervezett evakuálás miatt elmenekültek az országból.

## A gyilkosságok
1995. szeptember 28-án éjszaka horvát katonák behatoltak Varivode faluba, és megöltek kilenc idős szerb falusi lakost. A meggyilkolt civilek Jovan Berić, Marko Berić, Milka Berić, Radivoje Berić, Marija Berić, Dušan Dukić, Jovo Berić, Špiro Berić és Mirko Pokrajac voltak. A kivégzések megtörténte után a holttesteket az áldozatok családjainak tudta nélkül a faluhoz közeli temetőben temették el.A mészárlásnak nem voltak szemtanúi, bár az áldozatok túlélői és hozzátartozói elmondták, hogy a támadás előtt napokkal katonai egyenruhások érkeztek a faluba, akik kirabolták és bántalmazták a Vihar hadművelet után el nem távozott szerb lakosokat.

## Következmények
A mészárlást követően a horvát hatóságok cáfolták a szerbek ellen elkövetett, széles körben elterjedt atrocitásokról szóló híreket, és azt mondták, hogy ez csak propaganda. Később a kormány a horvát hadsereg és a horvát rendőrség ellenőrizhetetlen elemeit okolta az atrocitásokért. Christiane Amanpour 1995. októberi jelentése szerint „az Egyesült Nemzetek Szervezete úgy véli, hogy 12 szerb civilt mészároltak le.” A Vihar hadműveletet követő első száz napban legalább 150 szerb civilt végeztek ki rövid időn belül, és sok százan tűntek el egy széles körű bosszúhadjárat keretében a horvátországi szerb kisebbség ellen.
A meggyilkolt szerbek holttesteit soha nem exhumálták, nem végeztek boncolást, és a bizonyítékok nagy részét, amelyeket a bűncselekmény elkövetői ellen felhasználhattak volna, eltüntették. Ennek ellenére hat horvát katonát ídéztek bíróság elé a faluban elkövetett  bűncselekmények miatt. A katonák Ivan Jakovljević, Pero Perković, Neđeljko Mijić, Zlatko Ladović, Ivica Petrić és Nikola Rašić voltak. Mind a hatukat felmentették a Varivode-mészárlás, valamint a Gošić faluban elkövetett gyilkosságok ügyében, bár Petrićet bűnösnek találták és hat évre ítélték egy civil meggyilkolásáért Zrmanja faluban, Rašićot pedig egy év börtönre ítélték rablási kísérlet és egy civil elleni emberölési kísérlet miatt Knin településen. Az ítélet felmentő részét később hatályon kívül helyezték, és új eljárást rendeltek el, amely a vádemelés ejtésével és a vádlott 2002-ben bizonyíték hiányában szabadlábra helyezésével végződött.

### Jogi eljárások
A Varivodei mészárlás szerepelt az ICTY Ante Gotovina horvát háborús bűnökkel vádolt tábornok elleni vádiratában. A Gotovina és társai perében a bíróság 2011 áprilisában hozta meg az ítéletet. Gotovinát és Markačot elítélték, Čermakot pedig felmentették. 2012 novemberében a fellebbezési eljárásban Gotovinát és Markačot is felmentették, az ICTY fellebbviteli tanácsa pedig megváltoztatva a korábbi álláspontját, és úgy ítélte meg, hogy nem áll rendelkezésre elegendő bizonyíték a szerb civilek erőszakos eltávolítására irányuló közös bűnszervezet létezésének bizonyítására. A fellebbviteli tanács megállapította továbbá, hogy a horvát hadsereg és a különleges rendőrség a tüzérségi támadást követően bűncselekményeket követett el, de ezek tervezésében és létrehozásában az államnak és a katonai vezetésnek nem volt szerepe.
2012 júliusában a Horvát Legfelsőbb Bíróság kimondta, hogy a Horvát Köztársaság a felelős annak a kilenc szerb falusi lakosnak a haláláért, akiket Varivodében öltek meg. A Legfelsőbb Bíróság kijelentette: „két hónappal a Vihar hadművelet befejezése után terrorcselekményt követtek el Varivode szerb lakosai ellen, azzal a céllal, hogy félelmet, kilátástalanságot keltsenek, és a polgárok körében elterjesszék a személyes bizonytalanság érzését.”
2013. január 23-án a Knini Városi Bíróság megállapította, hogy az akkori horvát kormány volt a felelős a varivodei gyilkosságokért, és megismételte, hogy a gyilkosságok a falu szerb lakói elleni terrorcselekménynek minősültek. Ezenkívül a bíróság bejelentette, hogy a horvát kormánynak 540 000 kunát (72 000 eurót) kell kifizetnie a mészárlás áldozatai, Radivoje és Marija Berić gyermekeinek. Az Európai Bizottság üdvözölte a bíróság döntését, és kijelentette, hogy a bíróság „először foglalkozott egy régóta fennálló sérelemmel”.

### Megemlékezések
A mészárlás áldozatainak emlékére fából készült emlékművet állítottak. 2010 áprilisában az emlékművet egy horvát háborús veterán lerombolta, és újjá kellett építeni. Az emlékmű lerombolását Jadranka Kosor akkori horvát miniszterelnök elítélte. „A miniszterelnök felszólította a belügyminisztériumot és más intézményeket, hogy azonnali vizsgálatot indítsanak, és haladéktalanul oldják meg az ügyet annak érdekében, hogy az elkövetőket megtalálják és megbüntessék a vandalizmusért" - közölte a horvát kormány. Az újjáépített emlékművet Ivo Josipović horvát elnök leplezte le 2010. május 10-én. Az új emlékmű kőből épült, az áldozatok nevei latin és cirill ábécével is fel vannak írva, tíz méter magas, és 60 000 kunába került a horvát kormánynak az építése.
A horvát elnök kijelentette: „a megtorlás, a rablás és a bűnözés megengedhetetlen, a vért és a szégyent nem lehet lemosni”. A kilenc szerbet akkor ölték meg, amikor már nem volt háború, és a megtorlás ártatlan áldozatai lettek – mondta Josipović, amikor a több száz fős tömeghez szólt, miután virágot helyezett el az emlékműnél. Milorad Pupovac horvátországi szerb parlamenti képviselő és a Szerb Nemzeti Tanács elnöke kijelentette: „Úgy döntöttünk, hogy felállítjuk ezt az emlékművet azoknak, akiket elfelejtettek, azoknak, akiknek a szenvedését nem ismerték el. Reméljük, megnyílik a lehetőség a bűncselekményért felelős személyek bíróság előtti felelősségre vonására, és az ezt eltűrők megmutatására. Megnyílik a lehetőség, hogy mindannyian, ortodoxok és katolikusok, horvátok és szerbek, az 1991–1995-ös háborúban szenvedett szerb civilek emlékművének felállítása után, eltávolodhatunk ezektől a dolgoktól, hogy többé ne szakítsanak szét minket, hogy mindannyian kölcsönös felelősséget érezhessünk azért, hogy ezek a bűncselekmények soha többé ne fordulhassanak elő.”

## Fordítás
Ez a szócikk részben vagy egészben  a   Varivode massacre című angol Wikipédia-szócikk ezen változatának fordításán alapul.  Az eredeti cikk szerkesztőit annak laptörténete sorolja fel. Ez a jelzés csupán a megfogalmazás eredetét és a szerzői jogokat jelzi, nem szolgál a cikkben szereplő információk forrásmegjelöléseként.